# Japan Soccer League 1982
Die Japan Soccer League 1982 war die achtzehnte Spielzeit der japanischen Japan Soccer League. An ihr nahmen 20 Vereine teil. Meister wurden die Mitsubishi Heavy Industries.

## Ergebnisse

### Division 1
| Pl. | Verein                      | Sp. | S  | U | N | Tore    | Diff. | Punkte |
| --- | --------------------------- | --- | -- | - | - | ------- | ----- | ------ |
| 1.  | Mitsubishi Heavy Industries | 18  | 10 | 3 | 5 | 027:160 | +11   | 23     |
| 2.  | Hitachi                     | 18  | 9  | 4 | 5 | 025:170 | +8    | 22     |
| 3.  | Yanmar Diesel               | 18  | 8  | 5 | 5 | 025:190 | +6    | 21     |
| 4.  | Fujita Industries           | 18  | 8  | 4 | 6 | 026:210 | +5    | 20     |
| 5.  | Furukawa Electric           | 18  | 8  | 3 | 7 | 023:180 | +5    | 19     |
| 6.  | Nissan Motors               | 18  | 8  | 3 | 7 | 029:270 | +2    | 19     |
| 7.  | Yomiuri                     | 18  | 4  | 9 | 5 | 016:200 | −4    | 17     |
| 8.  | Mazda                       | 18  | 5  | 4 | 9 | 014:240 | −10   | 14     |
| 9.  | Honda Motors                | 18  | 4  | 6 | 8 | 017:290 | −12   | 14     |
| 10. | Nippon Kokan                | 18  | 1  | 9 | 8 | 012:230 | −11   | 11     |

### Division 2
| Pl. | Verein                | Sp. | S  | U | N  | Tore    | Diff. | Punkte |
| --- | --------------------- | --- | -- | - | -- | ------- | ----- | ------ |
| 1.  | Yamaha Motors         | 18  | 12 | 5 | 1  | 035:110 | +24   | 29     |
| 2.  | Toshiba               | 18  | 12 | 2 | 4  | 039:160 | +23   | 26     |
| 3.  | Sumitomo Metals       | 18  | 11 | 3 | 4  | 032:180 | +14   | 25     |
| 4.  | Tanabe Pharmaceutical | 18  | 10 | 2 | 6  | 027:160 | +11   | 22     |
| 5.  | Nippon Steel          | 18  | 8  | 3 | 7  | 024:210 | +3    | 19     |
| 6.  | Toyota Motors         | 18  | 6  | 2 | 10 | 019:260 | −7    | 14     |
| 7.  | Fujitsu               | 18  | 4  | 5 | 9  | 016:260 | −10   | 13     |
| 8.  | Kofu SC               | 18  | 4  | 4 | 10 | 015:230 | −8    | 12     |
| 9.  | Saitama Teachers      | 18  | 4  | 3 | 11 | 014:380 | −24   | 11     |
| 10. | Teijin                | 18  | 3  | 3 | 12 | 017:430 | −26   | 09     |

## Preise

### Torschützenkönige
- Hiroyuki Usui (13 Tore) (Hitachi)

### Rookie des Jahres
- Shigeru Sarusawa (Mazda)

### Best XI
- Mitsuhisa Taguchi (Mitsubishi Heavy Industries)
- Tetsuo Sugamata (Hitachi)
- Akihiro Nishimura (Yanmar Diesel)
- Hisashi Katō (Yomiuri)
- Satoshi Tsunami (Yomiuri)
- Hideki Maeda (Furukawa Electric)
- Hiroshi Sowa (Yanmar Diesel)
- Kazuo Ozaki (Mitsubishi Heavy Industries)
- Hiroshi Yoshida (Furukawa Electric)
- Hiroyuki Usui (Hitachi)
- Haruhisa Hasegawa (Yanmar Diesel)